# Wniebowstąpienie

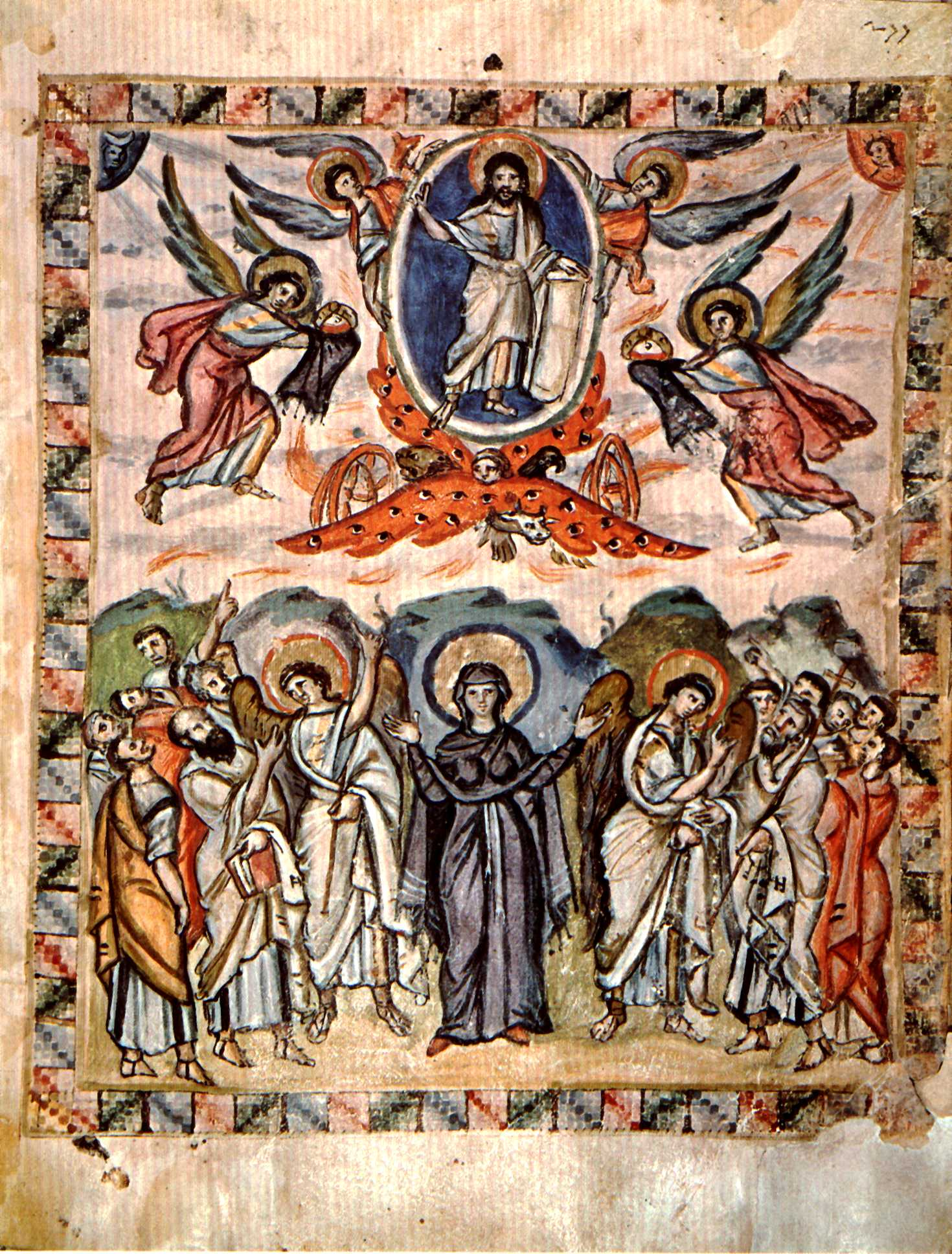
Wniebowstąpienie Jezusa, Ewangeliarz Rabuli, miniatura, VI wiek

Wniebowstąpienie – przeniesienie się osoby świętej do nieba za życia (nie po śmierci) wraz z ciałem (nie sama dusza). Dwie najbardziej znane postacie, którym przypisywane jest wniebowstąpienie, to Jezus Chrystus oraz Mahomet.
Wniebowstąpienie znane jest także w buddyzmie (mnich Śantidewa) i hinduizmie (bóg Kryszna).

## Wniebowstąpienie Jezusa
Wniebowstąpienie Jezusa Chrystusa opisane zostało w Ewangelii Marka (16,19), Ewangelii Łukasza (24,51) oraz w Dziejach Apostolskich (1,9). Jezus przez 40 dni po swoim zmartwychwstaniu przebywał wśród uczniów. Po tym czasie udał się razem z uczniami na Górę Oliwną, skąd uniósł się w górę i zniknął z ich oczu (Dz 1,12).

### Wniebowzięcia w chrześcijaństwie
Stary Testament wymienia dwie osoby, które zostały wzięte do nieba wraz z ciałem. Pierwszym z nich był Henoch. Księga Rodzaju podaje, iż Henoch „żył w przyjaźni z Bogiem, a następnie znikł, gdyż zabrał go Bóg” (Rdz. 5,24). O wydarzeniu tym wzmiankuje również List do Hebrajczyków (11,5). Drugim prorokiem, który nie umarł, lecz został wzięty do nieba był Eliasz. 2 Księga Królewska opisuje scenę jego wniebowstąpienia. W trakcie rozmowy Eliasza z Elizeuszem, zjawił się wóz ognisty wraz z rumakami ognistymi i rozdzielił ich, a Eliasz pośród wichru wstąpił do niebios (2 Krl. 2,11). W konstytucji apostolskiej Munificentissimus Deus (Najszczodrobliwszy Bóg) ogłoszonej w 1950 roku przez papieża Piusa XII został ustalony dogmat o wniebowzięciu Najświętszej Maryi Panny (matki Jezusa).
W niektórych grupach religijnych chrześcijańskich pojawił się motyw "wniebowstąpienia" ich założycieli, np. wywodzący się z prawosławia nowomołokanie, wierzą, że ich prorok Maksim Rudomietkin nigdy nie umarł, lecz wstąpił do nieba.

## Wniebowstąpienie Mahometa
Zgodnie z Koranem objawienie Mahometowi najważniejszych nakazów Allaha składało się z dwóch etapów. Pierwszy to Al-Isra (arab. podróż nocna), w czasie której Mahomet udał się na koniu Al-Buraku z Mekki do jerozolimskiego meczetu Al-Aksa na Wzgórzu Świątynnym. Drugi to wniebowstąpienie Al-Miradż (arab. wniebowstąpienie); gdzie w trakcie spotkania z Bogiem uzyskał wskazówki, jak mają wyglądać podstawowe rytuały muzułmanów (m.in. pięć razy dziennie odmawiana modlitwa). W miejscu, gdzie według tradycji nastąpiło wniebowstąpienie, stoi dziś Kopuła na Skale.
Historycznie w tym samym miejscu stała wcześniej Świątynia Jerozolimska, w roku 70 n.e. zburzona przez Rzymian. Poniżej znajduje się Mur Zachodni niegdyś otaczający dziedziniec świątyni, ten mur to tzw. Ściana Płaczu. Dostęp do tych świętych miejsc rodzi spory między wyznawcami obu religii.

## Wniebowstąpienie w buddyzmie i hinduizmie
Buddyzm tybetański opisuje wniebowstąpienie mnicha i uczonego Śantidewy.
Popularny w hinduizmie bóg Kryszna (który według różnych interpretacji jest awatarą Wisznu lub Najwyższą Osobą Boga) według opisu w Mahabharacie po tym jak został ugodzony w stopę strzałą wstąpił do nieba "napełniając je całe swoją chwałą" jako jednocześnie Stworzyciel i Niszczyciel wszechświata.